# Santiago Ojeda
Santiago Alberto Ojeda Correa  (Catacaos, Piura, Perú; 26 de abril de 1951) es un exfutbolista peruano que se desempeñaba como mediocampista.

## Trayectoria
Fue un mediocampista que se inició en el futbol de su ciudad natal Catacaos, Piura, para luego pasar al Club Atlético Grau, al Sport Boys Association, al Club Atlético Chalaco y al Club Alianza Lima, donde sería campeón nacional en 2 ocasiones.
Estuvo en la plantilla durante el torneo de la Copa América 1975, donde Perú ganó el título sudamericano por segunda vez en su historia. Ojeda jugó en cinco partidos, ambos semifinales contra Brasil (entró al campo a cambio de Oswaldo Ramírez) y en los últimos tres partidos contra Colombia. 
En 1976, junto al club Alianza Lima, participó en el torneo de la Copa Libertadores 1976, donde su equipo avanzó a las semifinales. Ojeda anotó un gol en el último partido de la fase de grupos contra el club colombiano Millonarios Fútbol Club. Jugó además en Grecia y Venezuela.

## Clubes
| Club                            | País           | Temporada |
| ------------------------------- | -------------- | --------- |
| Club Atlético Grau              | Perú           | 1969-1970 |
| Sport Boys Association          | Perú           | 1971-1972 |
| Club Atlético Chalaco           | Perú           | 1973-1974 |
| Club Alianza Lima               | Perú           | 1975-1976 |
| Portuguesa Fútbol Club          | Venezuela      | 1977-1978 |
| Panionios de Atenas             | Grecia         | 1978-1979 |
| Portuguesa Fútbol Club          | Venezuela      | 1979-1981 |
| Club Centro Deportivo Municipal | Perú           | 1982-1983 |
| Club Octavio Espinosa           | Perú           | 1984-1985 |
| Juventud La Joya                | Perú           | 1986      |
| Los Inkas FC                    | Estados Unidos | 1987-1990 |

## Selección nacional
Fue internacional con la Selección de fútbol del Perú en 5 partidos durante la Copa América 1975, donde fue campeón.

### Participaciones en Copa América
| Copa              | Sede          | Resultado |
| ----------------- | ------------- | --------- |
| Copa América 1975 | Sin sede fija | Campeón   |

## Palmarés

### Campeonatos nacionales
| Título                    | Club              | País | Año                             |
| ------------------------- | ----------------- | ---- | ------------------------------- |
| Primera División del Perú | Club Alianza Lima | Perú | Campeonato Descentralizado 1977 |
| Primera División del Perú | Club Alianza Lima | Perú | Campeonato Descentralizado 1978 |

### Campeonatos internacionales
| Título       | Equipo                       | País | Año  |
| ------------ | ---------------------------- | ---- | ---- |
| Copa América | Selección de fútbol del Perú | Perú | 1975 |